# 영연방 점령군
영연방 점령군(영어: British Commonwealth Occupation Force (BCOF), 일본어: イギリス連邦占領軍 이기리스렌포센료군 (ビーコフ)[*])은 영국, 오스트레일리아, 영국령 인도, 뉴질랜드 군대로 편성된 영연방의 일본에 대한 점령 및 군정군이였다. 일본 히로시마현 구레에 본부를 두고 시코쿠과 주고쿠 지방에서의 군정임무를 하였다.

## 역사
히로시마·나가사키 원자폭탄 투하와 소련의 개입으로 일본제국이 항복하고 포츠담 회의의 요구를 받아들였다. 연합군의 독일 점령과는 달리, 소련은 일본 점령에 영향을 끼치지 않았다. 영연방은 시코쿠과 주고쿠 지방(돗토리현, 시마네현, 오카야마현, 히로시마현, 야마구치현)를 할당받고 일본에 대한 비무장화 및 처분에 대응하였다.
1946년 1월 31일에 연합군의 일본 점령에 BCOF가 참여한다고 발표하였다. 2월 21일에 히로시마현 근처의 구레에 있는 일본 제국 해군의 기지에 본부를 설치하였다. 6월 3일에 본부와 시설을 묶어 HMAS 커먼웰스로 이름지었다. 초기 영연방 점령군은 오스트레일리아 제34여단, 뉴질랜드의 제9여단를 포함한 J 부대, 영국 제5보병여단과 제268인도보병여단으로 편성된 영국령 인도사단(이후의 Brinjap 사단)으로 구성되었다. 여성보조근무대 (버마)의 지원을 받았다.
1947년부터 1948년사이에 영국, 인도, 뉴질랜드 장병이 철수하였는데, 영국 제5보병여단이 말레이시아로 넘어가고, 인도가 영연방에서 독립함 따라 제268인도보병여단이 귀국하였다. 이듬해 1948년에는 오스트레일리아 제34여단이 제1여단으로 변경되고 귀국, 뉴질랜드 제9여단이 9월에 해산하고 귀국하였다.
1950년 6월 25일 새벽, 한반도에서 6.25 전쟁이 발발하자, 영연방 점령군 일부가 한반도로 건너가 주한 영연방군(BCFK)를 결성하였고, 샌프란시스코 강화조약이 체결되자, 1952년 4월 28일에 점령군 임무를 마치고 해체되었다.

## 사령관
영연방 점령군 총사령관(Commander-in-chief, British Commonwealth Occupation Force)은 모두 오스트레일리아 중장이 임명되었다.
1. 중장 John Northcott 존 노스콧트(영어판) [*]; 1946년 2월 ~ 6월
2. 중장 Horace Robertson 호레이스 로버트슨 [*] 경; 1946년 6월 ~ 1951년 11월
3. 중장 William Bridgeford 윌리엄 브리지포드(영어판) [*]; 1951년 11월 ~ 1952년 4월

영국령 사단(BRINDIV/Brinjap)은 데이비드 테넌트 코완 소장이 지휘하였다.

## 부대
BCOF의 부대 구성은 다음과 같다:
- 영연방 점령군 육군
  - Brinjap Division; 1945년 ~ 1947년[3]
    - 영국 제5보병여단; 1947년, 말레이시아로 전출.
      - 여왕의 카메룬 하이랜더스 1대대
      - 도셋셔 연대 2대대
      - 왕립 웰치 퓨질리어 2대대

    - 제268인도보병여단; 1947년 귀국.
      - 제1펀자브 연대 5대대
      - 제5왕립 구르카 소총 2대대
      - 제5마라타 경보병 1대대

    - 사단 직할대(Divisional troops)
      - 제7경기병
      - 왕립 포병 제30야전포대
      - 왕립 인도 포병 제16야전포대
      - 왕립 공병 제21중대 (Field Park)

  - 오스트레일리아 제34여단, 1945년 ~ 1948년 제1여단으로 변경 및 귀국.
    - 제65대대
    - 제66대대
    - 제67대대
    - 오스트레일리아 왕립 포병 A포대
    - 제1장갑차전대

  - J 부대/뉴질랜드 제9여단; 1946년 ~ 1948년, 해산.
    - 제22대대
    - 제27대대
    - 제2사단기병연대

  - 여성보조근무대 (버마) (WAS(B))
- 영연방 점령군 해군
  - HMS 트라이엄프 (R16)
  - HMS 테세우스 (R64)
- 영연방 점령군 공군
  - 오스트레일리아 왕립공군 제81전대
    - 오스트레일리아 왕립공군 제76대대
    - 오스트레일리아 왕립공군 제77대대
    - 오스트레일리아 왕립공군 제82대대, 1948년 해산

  - 인도공군 제4대대
  - 영국 왕립공군 제11대대
  - 뉴질랜드 왕립공군 제14대대
  - 영국 왕립공군 제17대대

## 참고
1. ↑  Wood, James. “The Australian Military Contribution to the Occupation of Japan, 1945–1952”. 《Australian War Memorial》. 2020년 12월 6일에 확인함.
2. ↑  Matos, Christine de (2005년 7월 6일). “The Allied Occupation of Japan – an Australian View”. 《The Asia-Pacific Journal: Japan Focus》. 2017년 6월 18일에 원본 문서에서 보존된 문서. 2021년 5월 1일에 확인함.
3. ↑  “Brinjap Division (1945-1947)” (PDF) (영어). 2023년 8월 7일에 확인함.

- “British Commonwealth Occupation Force 1945–52” (영어). Australian War Memorial. 2023년 8월 7일에 확인함.